# Шевчик, Михал (футболист)
Михал Шевчик (пол. Michał Szewczyk; 17 октября 1992, Хожув, Польша) — польский футболист, полузащитник клуба «Бытовия».

## Биография
В юниорах играл в различных польских клубах. Летом 2010 года перешёл в «Вислу».
Дебютировал в Экстракласе 31 августа 2012 года в матче с варшавской «Полонией».
14 декабря 2012 года дебютировал в молодёжной сборной Польши в товарищеском матче со сборной Боснии и Герцеговины.
Сын известного в прошлом игрока хожувского «Руха» и сборной Польши Мечислава Шевчика.